# Cayo López Fernández
Cayo López Fernández (? 1840 - Belmonte, província de Conca, 4 de gener de 1909) fou un advocat, polític i propietari agrícola espanyol, diputat a Corts, Senador i governador civil de Barcelona durant la restauració borbònica.
Llicenciat en dret, aviat destacà per la seva oratòria. Durant la revolució de 1868 formà part com a vocal de la Junta Liberal de Conca presidida per Ramón Castellano i es va fer amic de Cristino Martos Balbi. Fou elegit diputat pel Partit Radical per Alcázar de San Juan a les eleccions generals espanyoles de 1871 i per Villanueva de los Infantes a les eleccions generals espanyoles d'agost de 1872. El 1871 fou governador civil de la província de Toledo i en 1873 fou nomenat secretari de la presidència de l'Assemblea Nacional de la Primera República Espanyola.
Un cop finalitzat el sexenni democràtic va ingressar al Partit Liberal Fusionista de Práxedes Mateo Sagasta, amb el que fou escollit senador per la província de La Corunya pel període 1884-1886 De desembre de 1885 a juliol de 1886 gou governador civil de Barcelona, i fou escollit novament diputat liberal pel districte d'Alcázar de San Juan a les eleccions generals espanyoles de 1886. Després va exercir com a fiscal de les Ordes Militars, membre del Consell d'Estat i del Tribunal Contenciós Administratiu fins que es va jubilar en 1901. Un cop jubilat es va traslladar a les seves possessions a Belmonte, on va morir en gener de 1909.